# Robert Heinrich Wagner
Robert Heinrich Wagner, nascido Robert Heinrich Backfisch (13 de outubro de 1895–14 de agosto de 1946) foi um oficial e político do Partido Nazista que serviu como Gauleiter e Reichsstatthalter de Baden, e Chefe da Administração Civil da Alsácia durante a ocupação alemã da França na Segunda Guerra Mundial.  

## Biografia
Robert Wagner nasceu em Lindach, no Grão-Ducado de Baden, no Império Alemão. Ele foi o segundo de cinco filhos de Peter Backfisch e Catherine Wagner, uma família de agricultores. Depois de frequentar Volksschule em Lindach, matriculou-se em 1910 em uma escola preparatória em Heidelberg. 
Com a eclosão da Primeira Guerra Mundial, Wagner abandonou os estudos (que nunca concluiu) e tornou-se voluntário de um ano no Exército Imperial Alemão. Ele foi designado para o 110º (2º Baden) Regimento de Granadeiros. Depois de ser ferido e hospitalizado em julho de 1915, ele participou de cursos de treinamento para candidatos a oficial da reserva e foi comissionado como tenente em fevereiro de 1916. Designado como líder de pelotão do 110º Regimento de Reserva de julho de 1916 até o final da guerra, ele foi novamente ferido em um ataque com gás venenoso em junho de 1917. Ele participou de algumas das batalhas mais notórias da Frente Ocidental, incluindo operações em Flandres, a Batalha de Verdun, a Batalha do Somme, a Batalha de Loretto e a Batalha de Champagne. Ele foi condecorado por bravura com a Cruz de Ferro, 1ª e 2ª classe e dispensado em dezembro de 1918, após o fim da guerra. 
Em fevereiro de 1919, Wagner ingressou no 2º Batalhão de Voluntários de Baden, com quem participou na supressão da agitação revolucionária em Mannheim e Karlsruhe. Esta unidade foi transferida para o 113º Regimento de Defesa do Reichswehr em março de 1920. Em janeiro de 1921, foi transferido para o 14º Regimento de Infantaria, baseado em Constança. Também nessa época teve seu nome oficialmente alterado para Wagner, assumindo o nome de solteira de sua mãe.  O motivo da mudança do nome de seu pai (Backfisch, que significa "adolescente" (literalmente "peixe frito") foi provavelmente para evitar provocações por parte de seus colegas oficiais.

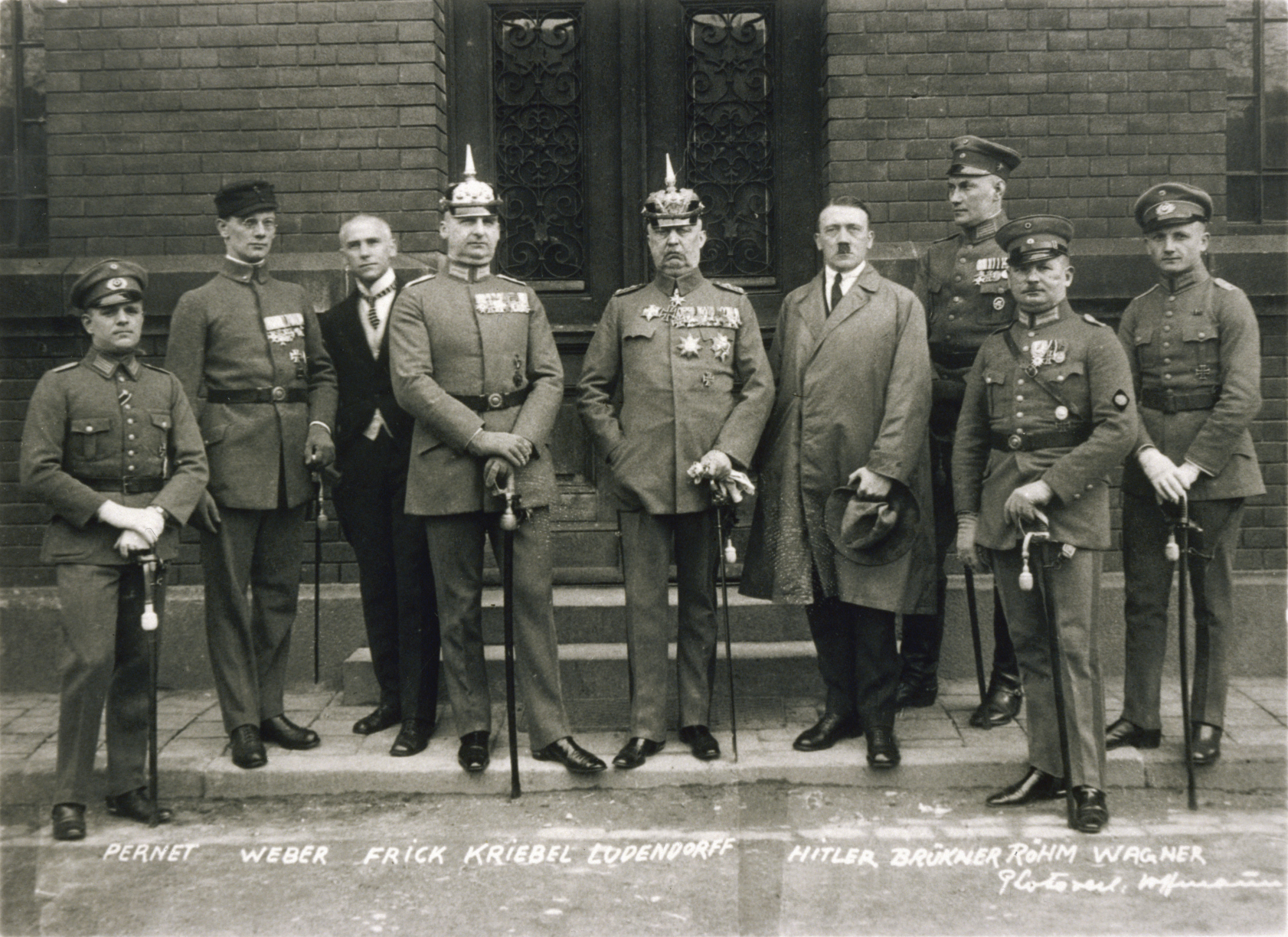
Nove dos réus no julgamento de traição do Putsch da Cervejaria em 1º de abril de 1924. Robert Wagner na extrema direita

## Reunião de Hitler
Em setembro de 1923, já como Oberleutnant, foi destacado para a Escola Central de Infantaria de Munique, então o principal centro de treinamento de oficiais da Alemanha. Enquanto estava em Munique, Wagner conheceu Adolf Hitler e Erich Ludendorff e foi imediatamente cativado por eles. O encontro aconteceu através de sua amizade com o enteado de Ludendorff, Heinz Pernet. Wagner participou do Putsch da Cervejaria em 9 de novembro de 1923, levando seus alunos de infantaria ao Bürgerbräukeller.  Em 26 de fevereiro de 1924, ele foi julgado junto com Hitler e outros oito homens por sua participação no golpe. Wagner foi condenado em 1º de abril e sentenciado a 15 meses de prisão, dos quais cumpriu 11 semanas na prisão de Landsberg. Ele foi demitido do Reichswehr em 24 de maio.  Durante o período em que o Partido Nazista foi banido, Wagner permaneceu ativo como orador em reuniões políticas e foi preso seis vezes por turbulência política. 

## Carreira no Partido Nazista
Quando o Partido Nazista foi restabelecido em fevereiro de 1925, Wagner aderiu imediatamente (número de membro 11.540). Em 25 de março de 1925 foi nomeado Gauleiter de Baden. Em 1927, tornou-se editor de um jornal de propaganda nazista, Der Führer. A certa altura, em 1928, ele foi preso por dois meses devido a um artigo ofensivo que publicou. Em março de 1929 foi acusado de difamação em Freiburg, mas foi absolvido. Em outubro de 1929 foi eleito para o Landtag de Baden. Outro caso de difamação em 1930 resultou em absolvição após recurso. De dezembro de 1932 a março de 1933, ele foi temporariamente transferido para a sede do Partido na Braunes Haus como deputado de Robert Ley e chefe do Hauptpersonalamt (Escritório Principal de Pessoal). 
Após a tomada do poder pelos nazistas, Wagner foi eleito em 5 de março de 1933 para o Reichstag pelo círculo eleitoral 32, Baden. Retomando a sua posição de Gauleiter, em 8 de março foi enviado de volta para assumir o controle do governo do estado de Baden como Reichskommissar. Quando o gabinete devidamente eleito renunciou em 11 de março, Wagner assumiu o controle como Ministro-Presidente e Ministro do Interior.  Em 5 de abril, ele emitiu um decreto proibindo todos os não arianos de trabalhar no serviço público. Passando o cargo de primeiro-ministro para Walter Köhler, em 5 de maio ele assumiu o novo e mais poderoso cargo de Reichsstatthalter (governador do Reich) de Baden, unindo assim sob seu controle os mais altos cargos do partido e do governo sob sua jurisdição.  Em 30 de janeiro de 1936, Wagner foi nomeado Gruppenführer no Nationalsozialistische Kraftfahrkorps (NSKK) e em 30 de janeiro de 1939 foi promovido a NSKK- Obergruppenführer.  Nazista dedicado, Wagner executou as políticas do Partido relativas à perseguição aos judeus, à aplicação das Leis de Nuremberg, ao pogrom da Kristallnacht e à perseguição contra as igrejas. 

## Segunda Guerra Mundial e Chefe da Administração Civil na Alsácia
Logo após a eclosão da Segunda Guerra Mundial, Wagner foi nomeado para os Comitês de Defesa dos Wehrkreise (Distritos Militares) V e XII, nos quais estavam localizadas partes de seu Gau. Após a queda da França, a Alemanha incorporou a Alsácia (Elsaß) ao Grande Reich Alemão e em 2 de agosto de 1940 Wagner tornou-se Chefe da Administração Civil da região. Em 22 de março de 1941, seu Gau foi renomeado como Gau Baden-Elsaß.  Numa reunião com Hitler em 20 de junho de 1940, também com a presença de Josef Bürckel, o Chefe da Administração Civil da Lorena, Hitler informou-lhes que queria uma germanização total das duas áreas francesas ocupadas dentro de dez anos, por todos os meios necessários. Wagner embarcou imediatamente numa agressiva campanha de germanização na Alsácia, prometendo atingir este objectivo em metade do tempo. Ele proclamou a proibição de falar francês em público. Além disso, ele ordenou a restauração dos antigos nomes de lugares alemães que existiam antes de 1918, e as pessoas com nomes próprios franceses foram obrigadas a alterá-los para seus equivalentes alemães. As escolas eram obrigadas a ensinar teorias raciais nazistas, e ele estabeleceu unidades obrigatórias da Juventude Hitlerista e da Liga das Moças Alemãs para doutrinar a juventude alsaciana. Ele também determinou a adesão obrigatória ao Serviço de Trabalho do Reich para os alsacianos em idade produtiva. Wagner também fundou pessoalmente o campo de concentração de Schirmeck-Vorbrück, onde cerca de 1.400 prisioneiros estavam encarcerados em 1942. 
Em 25 de agosto de 1942, Wagner emitiu um decreto ordenando o recrutamento para a Wehrmacht de todos os homens alsacianos em idade de serviço militar. Esta política foi muito impopular e teve o efeito de aumentar a oposição à ocupação alemã. Em fevereiro de 1943, Wagner ordenou a execução de 12 homens de Ballersdorf que tentaram evitar o serviço militar obrigatório tentando cruzar para a vizinha Suíça. 
Wagner também embarcou em uma campanha para livrar a Alsácia dos judeus, ganhando o apelido de Açougueiro da Alsácia (Schlächter vom Elsaß). Em 22 de outubro, ele iniciou uma deportação massiva de judeus para áreas da França de Vichy, com sete trens carregados de judeus sendo presos e deportados da Alsácia sem aviso prévio. Suas propriedades e bens foram confiscados.  Em 22 de outubro de 1940, ele relatou a Berlim: "Baden ist als erster Gau judenfrei." — Baden é o primeiro Gau livre de judeus. Os judeus expulsos de Baden e da Alsácia foram alojados em condições cruéis no campo de internamento de Gurs, no sopé dos Pirenéus. Cerca de 2.000 foram deportados para os campos de concentração de Majdanek e Auschwitz e assassinados em 1942. Dos 4.464 judeus enviados para Gurs, menos de 800 sobreviveram. 
Em 16 de novembro de 1942, a jurisdição dos Comissários de Defesa do Reich foi alterada do nível Wehrkreis para o nível Gau, e Wagner foi nomeado Comissário de Defesa do seu Gau. Ele assumiu a responsabilidade pela defesa civil, defesa aérea e medidas de evacuação, bem como pela gestão do racionamento em tempo de guerra e da supressão da atividade do mercado negro. Em 25 de setembro de 1944, Wagner foi nomeado comandante das unidades da milícia nazista (Volkssturm) em seu Gau. À medida que as forças invasoras aliadas se aproximavam da Alsácia, Wagner fugiu de Estrasburgo através do rio Reno em 23 de novembro de 1944. As forças aliadas invadiram Baden na primavera de 1945, e Wagner continuou a oferecer resistência militar, mobilizando batalhões Volkssturm e distribuindo panfletos pedindo atos de sabotagem e revoltas partidárias por unidades Werwolf em áreas já ocupadas pelos Aliados. Ele ameaçou com pena de morte quem tentasse fugir. Seguindo a política de terra arrasada detalhada no Decreto Nero de Hitler, ele ordenou que as cidades de Baden destruíssem suas infraestruturas para impedir o avanço dos Aliados. Karlsruhe, a capital, caiu nas mãos do Primeiro Exército Francês em 4 de abril de 1945, e Wagner fugiu para o sul, para Constança. Alegadamente, ele tentou cruzar para a Suíça, mas foi impedido pelos guardas de fronteira. 

## Captura, julgamento e morte
Em 29 de abril de 1945, Wagner escondeu-se, fazendo-se passar por lavrador perto de Tuttlingen. Finalmente, em 29 de julho de 1945, entregou-se às forças americanas em Estugarda, que o entregaram às autoridades francesas no início de 1946. Wagner foi levado a julgamento de 23 de abril a 3 de maio de 1946, condenado e sentenciado à morte pelo Tribunal Militar Permanente de Estrasburgo. A sentença foi executada por um pelotão de fuzilamento em 14 de agosto de 1946. Wagner permaneceu um nazista leal até o fim, como mostram suas últimas palavras antes da execução: "Viva a Grande Alemanha, viva Adolf Hitler, viva o Nacional-Socialismo."   
Em 1 de setembro de 1950, Wagner foi postumamente classificado como infrator grave (Categoria I) pelo tribunal de desnazificação de Baden. 